# Національний морський парк Алонісос-Північні Споради
Національний морський парк Алонісос-Північні Споради (грец. Εθνικό Θαλάσσιο Πάρκο Αλοννήσου Βορείων Σποράδων, ΕΘΠΑΒΣ) — перший у Греції та найбільший в Європі національний морський парк. Парк розташований у архіпелазі Північні Споради на півночі Егейського моря. Він охоплює площу 2260 км², що включає осртрів Алонісос, шість менших островів (Перістера, Кіра-Паная, Юра, Псатура, Піперіон і Скандзура), 22 дрібних острівців та скель та акваторію навколо них. Адміністративно парк відноситься до ному Магнісія.